# Coleopterida
Coleopterida (лат.) — надотряд или клада насекомых с полным превращением, объединяющий жесткокрылых (Coleoptera), веерокрылых (Strepsiptera) и † Skleroptera. Также используется название Coleopteroidea (Колеоптероидные, или Жесткокрылообразные).

## Описание
Крылатые насекомые. Представителей жесткокрылых и ископаемый отряд Skleroptera объединяют следующие признаки: тазики не выступающие, вертлуги короткие, склеротизованные передние крылья, в которых есть простая и отчасти редуцированная жилка Sc, простая и вогнутая RP, выпуклая RA, жилка M менее выпуклая, чем R и CuA, ствол M+Cu хорошо обособленный от R; жилка M простая и основанием соединённая с CuA (предполагаемая синапоморфия Coleopterida).

## Систематика
Крупнейший надотряд насекомых, включающий три отряда и более 300 тысяч видов. Отряд жесткокрылые включает абсолютное большинство видов, а веерокрылые ранее рассматривались в его составе в качестве семейства, надсемейства или подотряда. Отряд †Skleroptera рассматривается в качестве стем-группы для всей клады (или надотряда) Coleopterida, в которую он включён как субклада: Coleopterida = {Skleroptera + (Coleoptera + Strepsiptera)}.
Coleopterida вместе с сестринскими таксонами Mecopterida (надотряд Antliophora=Diptera + Mecoptera + Siphonaptera; † Curvilarva; отряд † Permotrichoptera; надотряд Amphiesmenoptera, объединяющий Lepidoptera и Trichoptera) и Neuropterida (Megaloptera, Neuroptera, Raphidioptera) включают в состав клады Aparaglossata. В 2019 году филогенетический анализ на основе данных последовательностей ДНК, полученных из геномов и транскриптомов, показал, что Coleopterida имеет сестринские взаимоотношения с кладой Neuropterida (Megaloptera + Neuroptera + Raphidioptera).
Сестринские взаимоотношения жуков с надотрядом Neuropterida отмечали в 1931 году (Мартынов, 1931). Некоторые авторы (Родендорф, 1961) считали, что надотряд жесткокрылообразных («Coleopteroidea») может также включать «потомков древнейших каменноугольных прямокрылообразных». Другие филогенетические построениях (Расницын, 1980) рассматривали ветвь надотряда Coleopterida отходящей вслед за Hymenopterida от общего ствола Holometabola после их разветвления с линией Caloneuridea
В 2021 году дополнительные исследования ископаемого семейства † Umenocoleidae, ранее рассматривавшегося в качестве стем-группы Coleoptera, показали, что оно вероятно является специализированным таксоном тараканообразных Dictyoptera, сестринский к Alienoptera. Внешний вид Umenocoleidae, похожий на жуков, интерпретируется как результат конвергентной эволюции.